# 종 호 학살

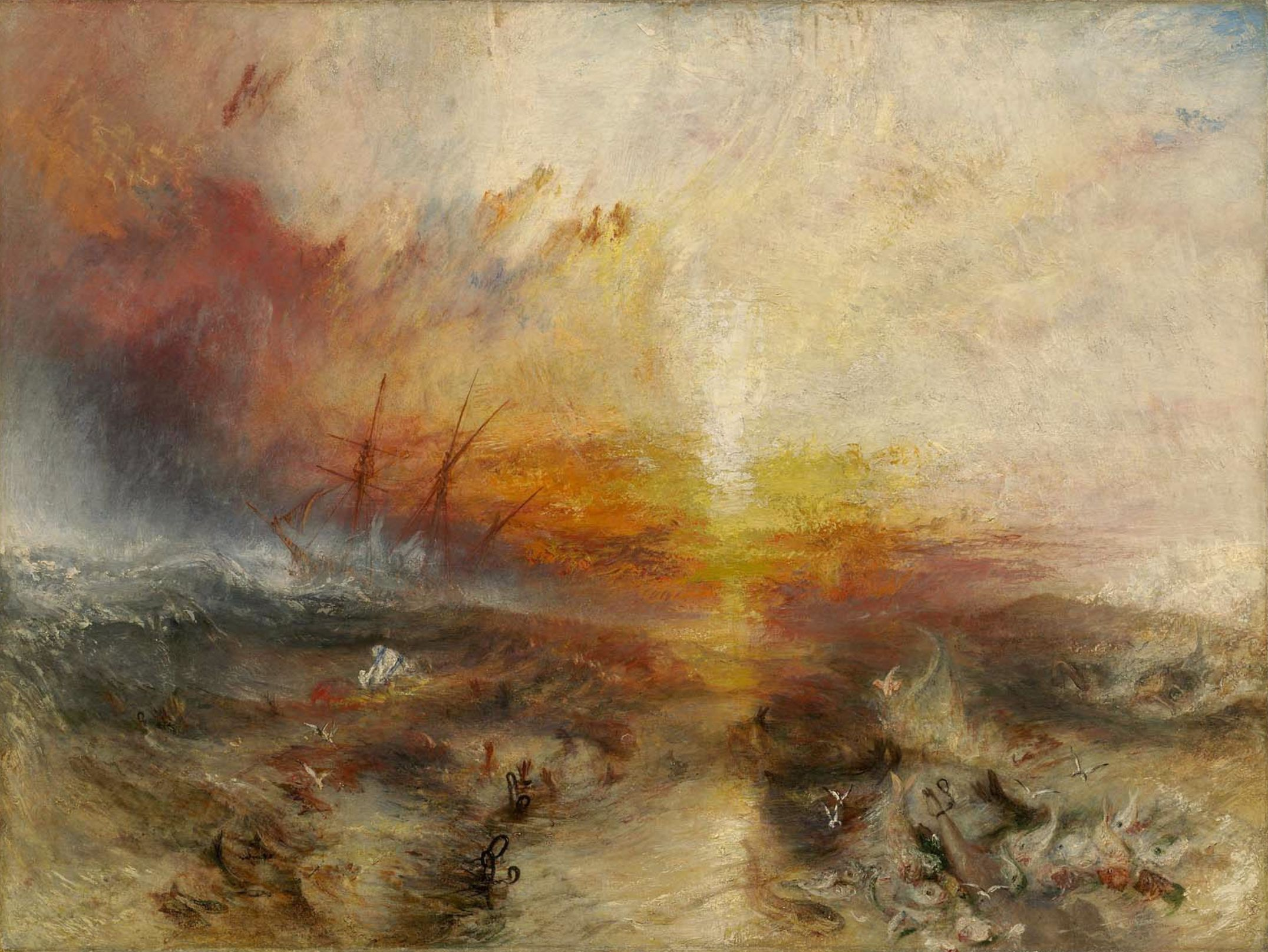
노예선. 조지프 말러드 윌리엄 터너가 종 호 학살을 소재로 그린 그림

종 호 학살(영어: Zong massacre)은 노예선 종(Zong) 호의 선원들이 1781년 11월 29일부터 수 일간에 걸쳐 노예로 붙잡힌 약 133 명의 아프리카인을 살해한 사건이다. 종(Zong) 호의 소유주 리버풀 노예무역연합은 손해에 대한 보험금 지급이 거절 당하자 소송을 재기했으나 패소했다.
한편 노예제 폐지 운동가인 그랜빌 샤프이 선원들을 살인 혐의로 고발했다. 그러나 법원은 선원들의 행위를 살인이라고 인정하지 않았다. 이 사건은 대서양 노예 무역의 끔찍한 실상을 알리는 상징적인 사건이 되었고, 노예제 폐지운동이 확산되는 데 큰 영향을 끼쳤다. 결국, 영국은 1807년에 노예무역을 전면 금지했으며, 1834년에는 노예제를 완전히 폐지했다.

## 노예선 종 호
종 호는 원래 네덜란드 미델뷔르흐셰 상사 소속으로 조르흐(네덜란드어: Zorg, 보살핌)이란 이름을 갖고 있었으며 1777년 수리남에 배치 되었다. 종 호는 방주형으로 제작된 노예선으로 적재 용량은 110 톤스였다. 1781년 2월 10일 영국의 16문 포격함 앨러트(Alert)에게 나포되었고, 2월 26일 오늘날 가나에 속하는 케이프 코스트 케슬에 기항하였다.
1781년 3월 초, 리버풀 노예 무역 신디케이트 소속 노예선 윌리엄의 선장은 신디케이트를 대리하여 종 호를 구매하였다. 리버풀 노예 무역 신디케이트의 구성원은 에드워드 윌슨, 조지 케이스, 제임스 애스파이널, 그리고 그레그슨 가의 윌리엄, 제임스, 존이었다. 윌리엄 그레이슨은 윌리엄 호의 선장으로 1747년부터 1780년까지 50 회의 노예 무역 운항을 하였으며, 1762년부터 리버풀 노예 무역 신디케이트의 대표가 되었다. 윌리엄은 사망할 때까지 그의 노예선들은 58,201명의 아프리카인을 노예로 삼아 아메리카 대륙에 팔았다.
종 호는 환어음의 대가로서 인도된 것으로 인도 당시 배에는 이미 244명의 노예가 실려있었다. 종 호는 항해를 시작할 때까지도 보험에 들지 않은 상태였다. 보험사는 선박과 노예에 대하여 8,000 £의 보험증서를 발급하였는데, 이는 노예 무역 예상 수익의 절반에 해당하는 금액이었다. 보험금액을 초과하는 손실은 선주의 책임이었다.

### 선원
종 호의 선장은 윌리엄의 부관이었던 루크 콜링우드였다. 그러나, 콜링우드는 항해와 지휘에 경험이 부족하였다. 아프리카에서 선적할 노예를 선별하는 일을 하였던 선의는 처음엔 노예 살해를 반대하였는데, 콜링우드는 이를 지휘권 위협으로 받아들였고 선의가 보는 앞에서 노예를 바다로 던졌다. 역사가 제러미 크라이클러는 선장과 선의 사이의 갈등이 콜링우드가 학살에 가담하는 심리적 요인으로 작용하였다고 언급하고 있다. 항해장 역시 윌리엄 밑에 있었던 제임스 캘샐이었다. 종 호는 승무원이 아닌 승객으로 전 포트 윌리엄의 총독이었던 로버트 스터브스를 태웠는데, 스터브스는 9 개월 전에 지위에서 해임된 상태였다. 영국의 아프리카 위원회가 스터브스가 늘 만취 상태로 노예 무역을 잘못 운영하였다는 이유로 고발하였기 때문이었다.
종 호가 아프리카에서 출항할 당시 선원은 모두 17명이었는데, 이는 배의 위생 상태를 적절히 유지하기에 턱 없이 부족한 숫자였다. 질병 발생과 노예의 해상 폭동을 방지하기 위해 선원을 모집하였으나 영국령 내에서 모을 수 없었고, 배를 나포한 네덜란드령 아프리카 해안에서는 더더욱 어려운 일이었다. 결국 종 호의 선원은 원래 배에 탑승해 있었던 네덜란드 선원과 윌리엄 호에서 넘어온 영국 선원, 그리고 아프리카 연안에서 모은 약간의 신규 선원으로 구성되었다.

## 삼각 무역의 중간 단계

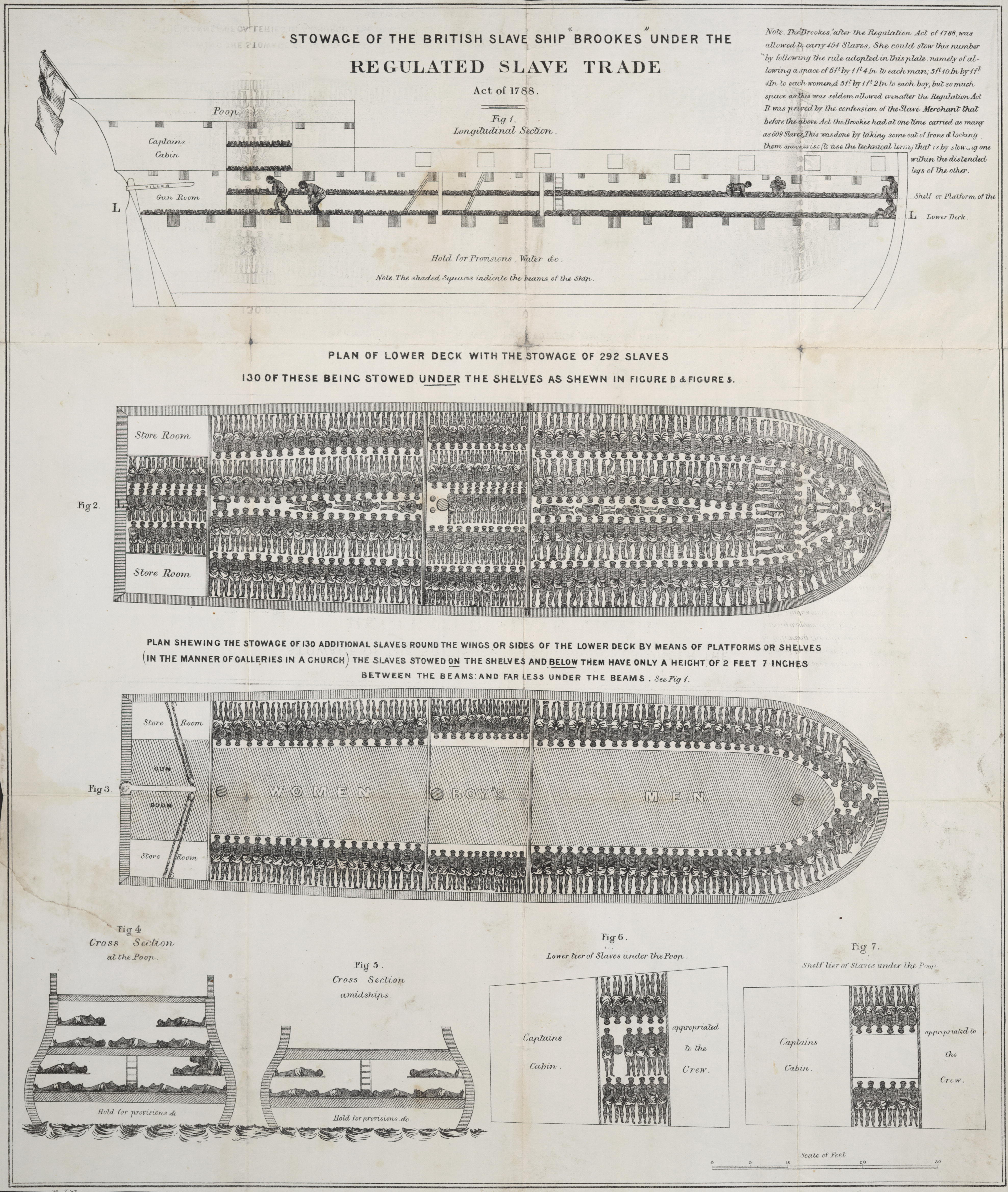
노예 무역 당시 노예선의 선적 계획도. 가능한 많은 노예를 싣기 위해 사람들 사이의 공간을 최소한으로 제한하였다.

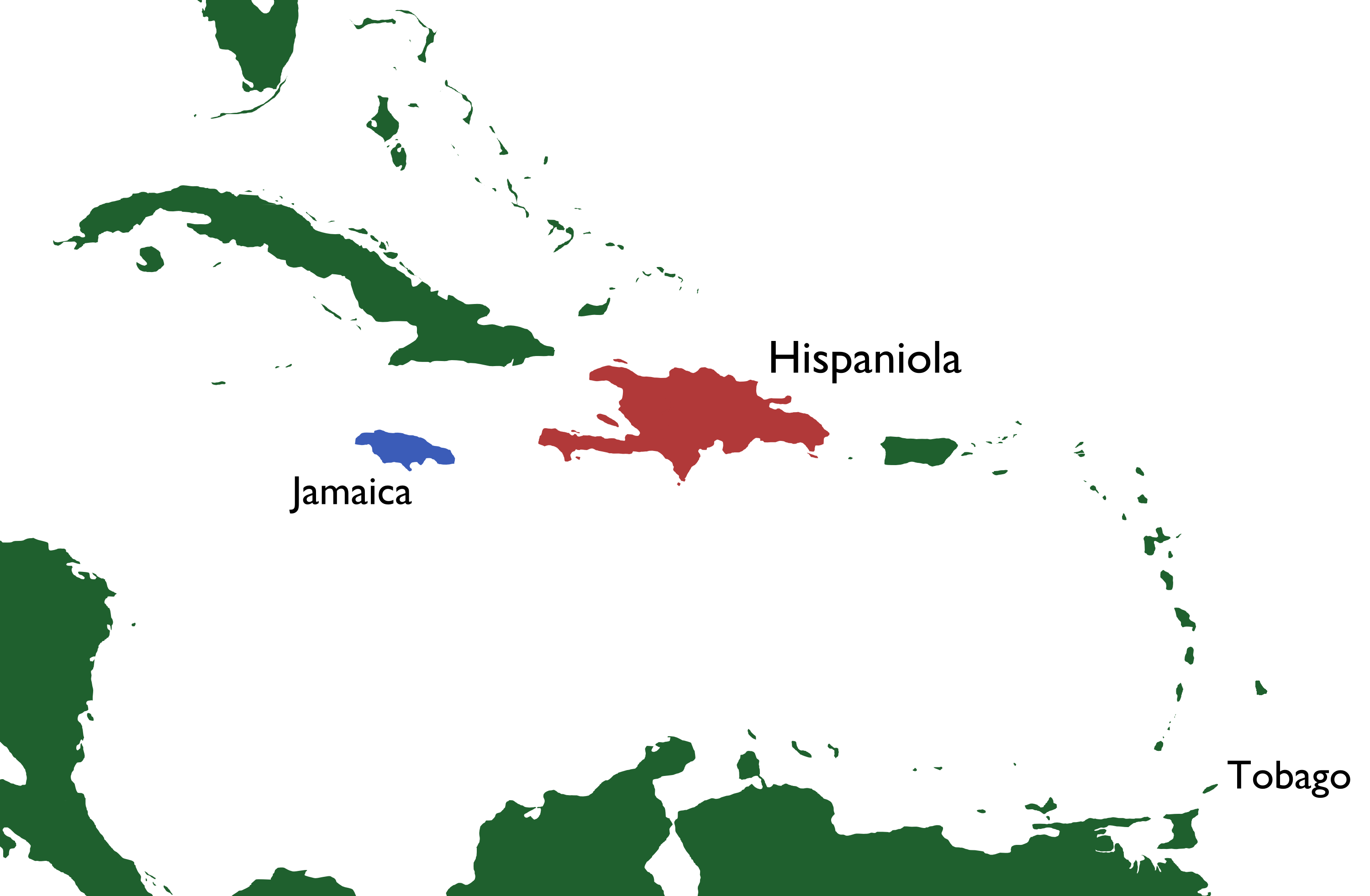
종 호의 항해 실수. 오른쪽 밑의 중간 기항지 토바코를 실수로 지나친 다음 히스파니올라와 자메이카를 차례로 지나쳤다.

1781년 8월 18일 아크라에서 출항할 당시 종 호에는 442 명의 노예가 실렸는데, 이는 선박의 선적 용량을 초과하는 과적이었다. 1780년대 영국에서 건조된 노예선은 평균적으로 톤스당 1.75 명의 선적 용량을 기준으로 하였다. 종 호는 톤스 당 4 명의 노예를 실었다. 당시 영국 노예선의 일반적인 노예 수송량은 한 척 당 192 명이었는데, 종 호는 유래 없이 많은 노예를 한 배에 실은 것이다.
9월 6일 종 호는 상투메에서 식수를 공급받고 자메이카로 향하였다. 11월 18-19일쯤 종 호는 카리브해의 토바고 인근에 다달았으나 항해 실수로 식수를 공급받기 위한 정박에 실패하고 지나쳐버렸다.
이 시점에서 항해 실수가 누구의 책임인지는 명확하지 않다. 선장인 콜링우드는 심각한 질병에 걸려 제대로 지휘를 할 수 없었고, 선장을 대리하던 1등 항해사 제임스 캘샐은 11월 14일 논쟁을 벌이다 직위 해제된 상태였다. 로버트 스터브스는 노예선 선장 경력이 있었기 때문에 승무원이 아니었지만 종종 콜링우드를 대신하여 선장 역할을 하였다. 훗날 제임스 웰빈은 지휘 계통이 붕괴되어 있는 상태였기 때문에 항해도를 살피거나 식수와 음식을 확인하는 일이 제대로 진행되지 않았다고 진술하였다.

## 학살
11월 27-28일 무렵 목적지인 자메이카가 27 해리 거리로 눈에 들어왔다. 그러나 선원들은 그것을 프랑스의 식민지였던 히스파니올라의 생도맹그로 오인하였다. 종 호는 자메이카를 뒤로하고 서쪽으로 계속 항해하다, 480 km를 지나치고서야 항해를 잘못하였다는 사실을 알아차렸다.
종 호는 대서양을 횡단하며 과밀한 인원 수와 영양실조 및 질병으로 인해 62명의 노예와 몇 명의 선원이 사망한 상태였다. 제임스 캘샐은 훗날 항해 실수를 알게 되었을 때는 이미 자메이카 뒤로하여 한 참을 항해한 뒤였고, 돌아가는 길이 역풍이었기 때문에 십 수일이 걸릴 것이라고 예상되었는데 남아있는 식수는 나흘 치 밖에 없었다고 진술하였다.
선원들은 보험상의 문제로 노예를 학살하기로 결정하였다. 당시 보험 조건은 선상에서 노예가 “자연사”할 경우 손실은 선주의 책임으로 보험금을 지급하지 않도록 되어 있었지만, “화물”이 바다에 빠져 손망될 경우엔 해당 손실을 선주와 보험사가 공동으로 부담하는 “공동 해손”으로 처리하도록 되어 있었다. 해당 보험금을 노예 한 명분으로 환산하면 1인당 30 파운드였다.
11월 29일 선원들은 노예 중 일부를 바다에 던지기로 논의하였다. 제임스 캘샐은 자신이 처음엔 반대하였다고 주장하였지만 결국 선원들은 만장일치로 노예를 바다에 던지기로 하였다. 결정을 내린 11월 29일 당일에 54명의 여성과 아동이 선창에서 바다로 던져졌다. 12월 1일에는 42명의 남성이 바다에 던져졌고, 그 후 몇 일에 걸쳐 36명이 더 내던져졌다. 노예 가운데 10명은 선원들의 비인도적 처사에 항의하며 스스로 바다에 몸을 던졌다. 이 와중에 노예로 잡힌 한 명이 바다로 던져지느니 차라리 모두 음식과 물을 거부한다고 항의하였지만, 선원들은 이를 묵살하였다. 국왕 입회 법정의 재판 기록은 바다로 던져진 노예 가운데 한 명이 다시 배에 올랐다고 기록하고 있다.
훗날 법정에서 노예를 바다로 던진 것은 목적지까지 모두를 싣고 항해하기엔 식수가 부족하여 어쩔 수 없는 상황이었다는 주장이 제기되었지만, 법정은 이를 인정하지 않았는데, 12월 22일 종 호가 자메이카에 도착하였을 때에 배에는 420 갤런(1,900 리터)의 식수가 여전히 남아 있었기 때문이다. 캘샐은 12월 1일 42명의 노예를 던진 뒤 큰 비를 만나 식수 통 6개를 모두 채울 수 있었기 때문이었다고 변명하였다.

### 종 호의 처분
1781년 12월 22일 종 호는 자메이카의 블랙 리버에 도착하였다. 도착 당시 종 호에는 아프리카를 출발할 때의 절반도 안 되는 숫자인 208 명의 노예가 실려 있었다. 노예는 한명당 36파운드에 팔렸다. 자메이카의 해사 법원은 종 호 나포의 적법성에 대해 심판하였고, 선 명은 리처드 오브 자메이카로 변경되었다. 콜링우드는 종 호가 자메이카에 입항한 뒤 사흘만에 병사하였다.

## 재판

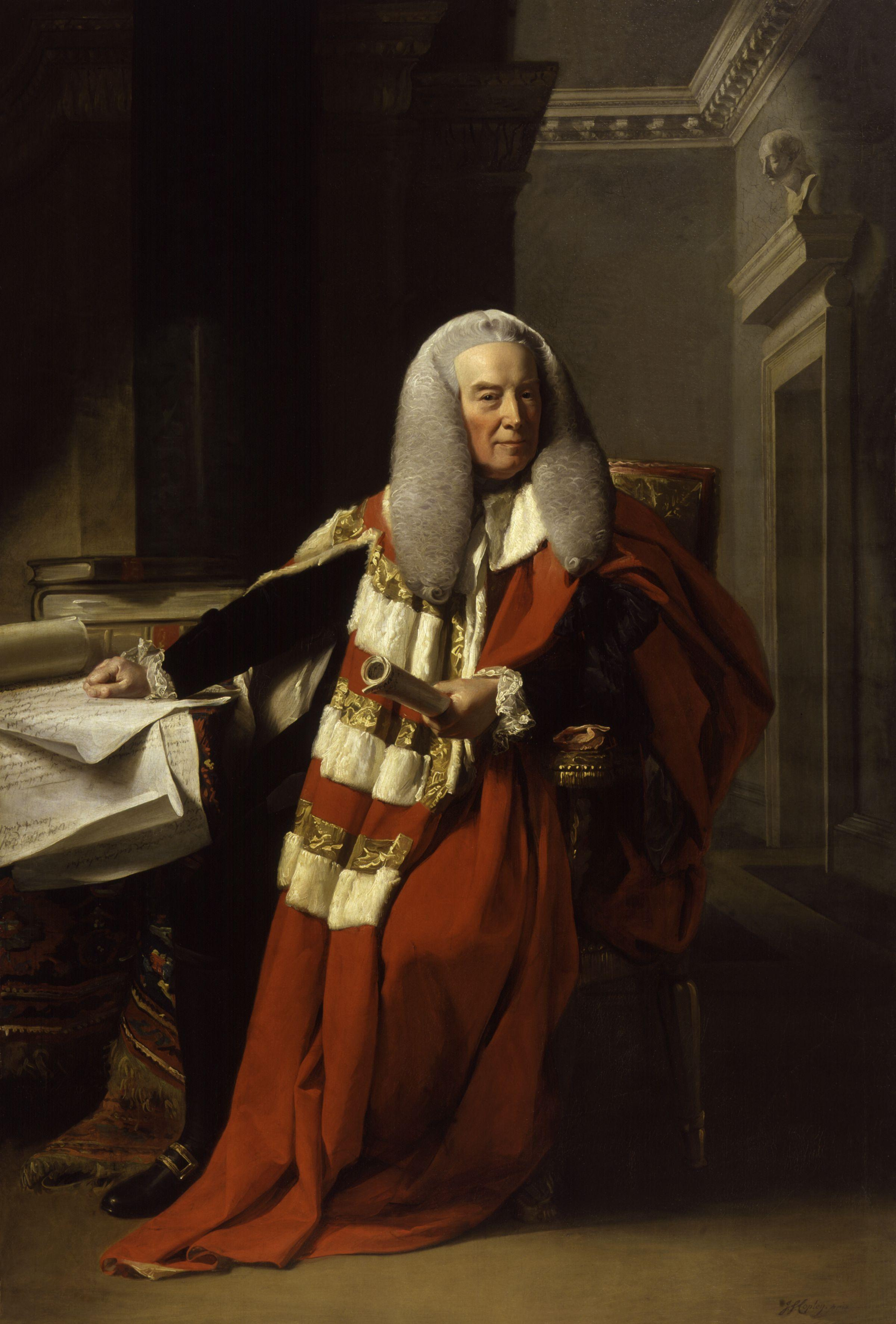
1차 재판의 재판장이었던 윌리엄 머리

종 호의 일이 영국에 알려지자 선주인 리버풀 노예 무역 신디케이트는 보험사에 손실 배상을 요청하였지만, 보험사는 보험금 지급을 거부하였고 보험금 지급을 놓고 재판이 진행되었다. 재판을 위한 의견 진술이 시작되기 전에 종 호의 항해 일지가 없어졌는데, 보험사는 선주 측이 고의로 항해 일지를 없앤 것이라고 주장하였지만 신디케이트 내의 당사자였던 그레그슨 측은 이를 부인하였다.
항해 일지가 없는 상태에서 남겨진 증거들은 모두 신빙성에 대한 의문이 제기 되었다. 선장이 항해 직후 사망하였기 때문에 1등 항해사인 제임스 캘샐과 종종 선장을 대리했던 로버트 스터브스가 증인으로 채택되었지만, 둘 모두 자기 스스로를 변론하기 위해 위증을 하고 있다는 비난을 받았다. 두 증인은 사건의 핵심 사항인 살해한 노예의 수, 목적지에 도착했을 때 남아있던 식수의 양, 항해 실수를 발견했을 당시 종 호와 자메이카 사이의 거리 등에 대해 서로 다른 증언을 했다.

### 1차 재판
1차 재판은 1783년 3월 6일 런던의 길드홀에서 열렸다. 재판장은 영국 대법관이었던 멘스필드 백작 윌리엄 머리였다. 머리는 1772년 있었던 서머세츠 사건 재판에서 영국 내의 노예 유지는 합법이란 판결을 내린 바 있었다.
로버트 스터브스는 1차 재판의 유일한 증인이자 선주 측 배심원이었다. 1783년 3월 19일, 해방 노예인 올라우다흐 에퀴아노는 노예 제도 폐지 운동 활동가였던 그랜빌 샤프에게 종 호 사건을 알렸다. 샤프는 종 호의 선원들을 살인죄로 고발하였다.

### 국왕 입회 재판
종 호의 보험사는 멘스필드 백작에게 기존의 재판에 대한 재심 청구와 함께 별건의 재판을 신청하였다. 의견 청취는 1783년 5월 21일부터 22일까지 웨스트민스터 홀에서 멘필드 백작과 다른 두명의 국왕 입회 재판의 판사인 프란시스 불러와 에드워드 와일즈 앞에서 열렸다. 영국 법무 차관 존 리가 길드홀 재판에 이어 선주 측 대리인이 되었고, 그랜빌 샤프는 서기로 임명되어 재판에 참여하였다.
재판장 멘필드 백작 머리는 길드홀 재판의 결과를 요약하며 다음과 같이 이 사건이 살인 사건이 아님을 밝혔다.
 사건이 몹시 충격적이긴 하나 노예 관련 사건은 의심할 여지 없이 말을 바다에 던진 것과 같은 것으로…… 다툼의 여지가 있는 것은 그들이 노예를 바다로 던진 것에 불가항력적 이유가 있는가 하는 것……

웨스트민스터 홀 재판에 출석한 유일한 증인은 로버트 스터브스였고 제임스 캘샐은 변호사를 통해 진술서를 제출하였다. 로버트 스터브스는 선원들이 “검둥이들을 바다로 집어 던지지 않았다면” 노예 전부가 죽을 것이란 두려움에 사로잡혀 있었다고 진술하며 이 사건이 불가항력에 의한 것이라 주장하였다. 반면에 보험사는 콜링우드가 자메이카를 지나치는 “과오”를 저지른 후 선주 측이 보험금을 청구할 수 있도록 노예를 살해한 것이라 주장하였다. 보험사는 콜링우드가 신임 노예선 선장이었기 때문에 첫 항해부터 손실을 입지 않으려고 이런 일을 하였다는 의견을 진술하였다. 선주 측 대리인 존 리는 노예가 “가치를 잃은 화물”이 되었기에 바다로 버려진 것이라고 주장하였다. 이에 대해 보험사 측 변호인단은 존 리의 주장은 무고한 인명을 살해한 일을 정당화할 수 없으며 선원들은 살인을 저지른 것이라고 반박하였다. 역사학자 제임스 웰빈이 지적한 바와 같이 보험사 변호인단의 이러한 주장은 그랜빌 샤프의 의견을 반영한 것이었다.
학살 중에 큰 비가 내렸다는 점 역시 재판의 쟁점이 되었다. 재판장은 식수 부족으로 노예를 바다에 던진 다음 비가 온 것이 아니라, 비가 오는 중에도 선원들이 계속 노예를 바다로 던진 것으로 판단하였다. 또한 종 호의 식수 부족은 예측불가능한 사건이었다는 길드홀 재판의 판결을 파기하고 선장의 지휘 실수에 의한 것으로 보았다. 재판장 멘필드 백작은 이에 따라 종 호의 노예 투척은 선원들에 의한 고의적인 화물 파손이므로 보험사는 보험금을 지급할 의무가 없다고 판결하였다.
더 이상 재판을 진행할 새로운 증거가 확보되지 않았기 때문에, 그랜빌 샤프가 백방으로 노력하였음에도 살인죄에 대한 재판은 진행되지 않았다. 이 사건 이후 종 호의 보험사는 종 호 사건과 같은 일을 방지하고자 보험 약관 일반 조항에 “기타 모든 불법적인 위험, 손실 또는 예기치 못한 사태”에 대해 보험금을 지급하지 않는다는 문구를 삽입하였고, 1788년 노예 무역 법에 의해 법률로서 강제되었다. 종 호 학살과 관련한 판결문은 《그래그슨 대 길버트》라는 제목의 지명 보고서로 정리되어 법률가 실베스터 더글라스에 의해 출간되었다.

### 윌리엄 머리의 의도
역사학자 제러미 크라이클러는 재판장이었던 멘스필드 백작 윌리엄 머리가 영국의 해외 무역 유지를 스스로의 최우선 관심사로 두고 있었다고 지적하고 있다. 따라서 재판이 진행되는 동안 머리는 노예의 살해를 살인으로 볼 것인가와 같은 문제는 되도록 다루지 않으려 하였고, 선주와 보험사가 공동으로 손해를 부담해야 하는 공동 해손의 범위를 어디까지 인정할 것인지에만 집중하였다. 따라서 그는 판결문에서 보험사가 보험금을 지급할 의무가 없다고 판시한 이유로 노예를 살해하는 동안에 비가 내려 식수 부족이라는 불가항력적인 사태가 해소되었음에도 계속하여 살해가 이루어졌다는 점과 애초에 이러한 사태가 일어난 원인이 선장의 지휘상 과오에 있기 때문이라는 점만을 들었다.

## 노예 폐지 운동에 준 영향

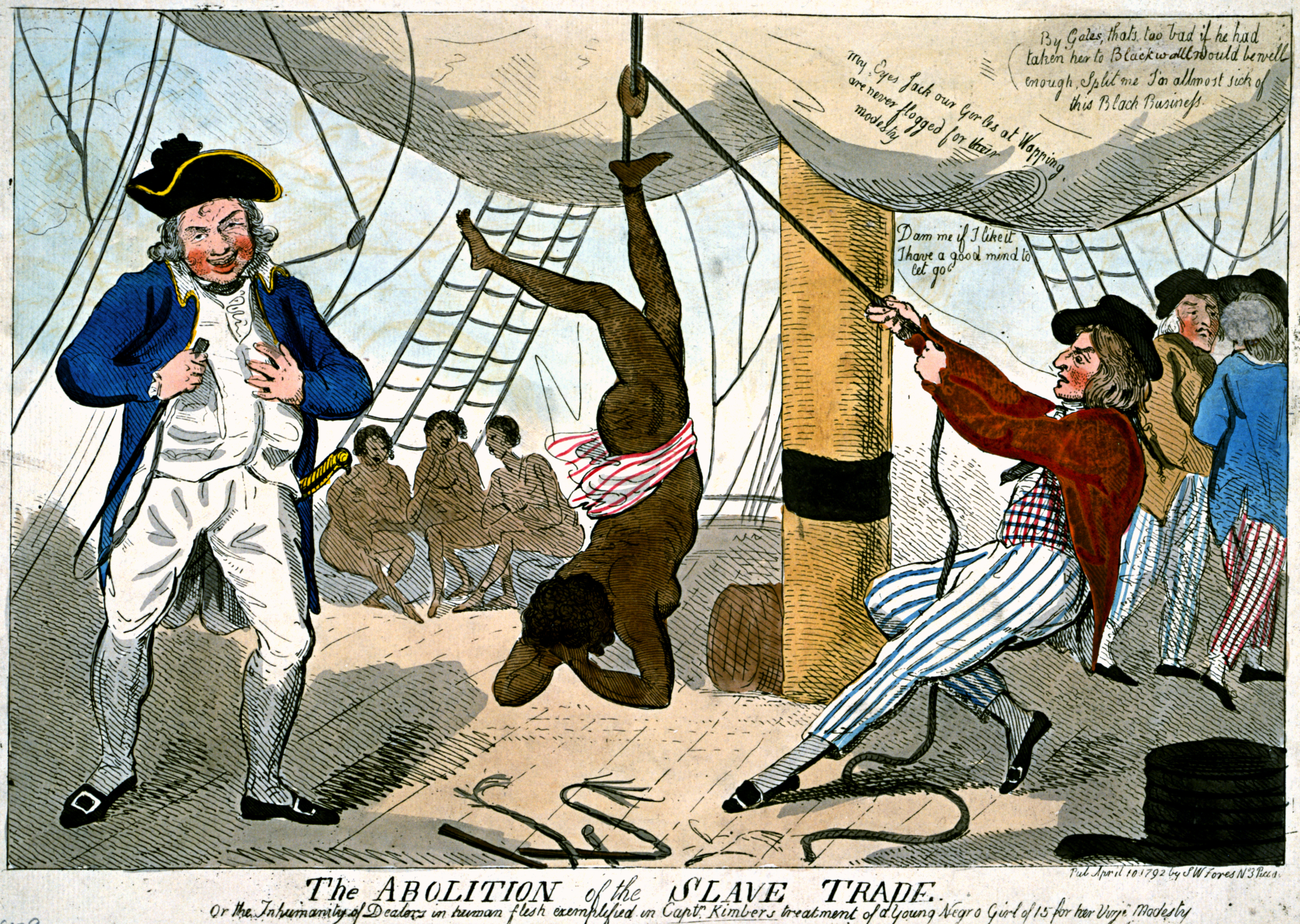
노예선 선장 존 킴버가 여성 노예를 고문하고 있는 그림
1972년 킴버는 두 명의 여성 노예를 고문 살해한 혐의로 재판을 받았으며, 종 호의 선원들과는 달리 유죄 판결을 받았다. 이 그림은 노예 폐지 운동 측이 제작한 것으로 종 호 학살 사건이 노예 폐지 운동의 촉발제로서 작용한 사례이다.

그랜빌 샤프는 학살 사건에 대한 경각심을 불러일으키기 위한 활동을 벌였다. 샤프는 해군 본부 총장과 당시 영국 수상이었던 윌리엄 카벤디쉬 포트랜드 공작에게 편지를 썼다. 그러나, 수상과 해군 본부 어디에서도 답장이 오지는 않았다. 1783년 3월에 열린 종 호 사건의 1차 재판은 런던에서 발간 되는 신문 가운데 단 한 곳에서만 보도하였다. 이 보도도 사건 발생 후 18 개월이 지난 뒤에 이루어진 것이다. 이후 1789년까지 종 호 사건을 언급하는 출판물은 거의 없었다.
하지만, 실패를 거듭하던 샤프의 노력은 결국 결실을 보게 되었다. 1783년 4월 샤프는 노예 무역에서 일어나는 범죄에 대한 증거를 수집하고 있던 퀘이커 교도인 윌리엄 딜윈에게 종 호 사건 기록을 넘겼다. 종 호 학살 사건을 알게 된 퀘이커의 런던 종교친우회는 즉각 노예 무역 반대 서명에 돌입하였고, 1783년 7월 273명의 퀘이커 교도의 서명을 모아 의회에 제출하였다. 샤프는 또한 이미 심정적으로 노예제 폐지에 동조하고 있던 영국 성공회의 주교와 성직자들에게 편지를 발송하였다.
초기에 종 호 학살 사건이 노예 폐지론에 미친 영향은 매우 제한적이었다. 그러나 샤프의 노력에 힘입어 종 호 학살 사건은 노예 폐지 운동의 중요한 주제로 떠올라 여러 문학 작품의 소재가 되었고, 토머스 클럭슨, 오토바흐 쿠고아노, 제임스 램지, 그리고 한 때 노예선 선장이었으나 노예 폐지 운동가로 전향한 존 뉴턴과 같은 노예 폐지 운동가들의 논제가 되었다. 노예 폐지 운동가들은 스리비디아 스와니마탄이 이 사건을 “삼각 무역의 중간 단계에 있는 어떤 배에서라도 일어날 수 있는 학대의 표상”이라고 지적한 것에 기꺼이 동의하였으며 종종 배나 선장의 이름을 생략한 채 “학살”이라고 불렀다. 영국 내에서 종 호 학살 사건은 노예 무역의 비참함을 적나라하게 대표하는 사건으로 알려지게 되었고, 1780년대 말의 노예 폐지 운동 확산을 촉발시켰다.
노예 폐지 운동 문학에서는 19세기에도 여전히 종 호 학살을 거론하였다. 토머스 클럭슨은 1839년 《아프리카 노예 무역 폐지 운동의 발단, 성장, 성과에 대한 역사》를 출간하면서 종 호 학살 사건을 수록하였다. 클럭슨의 책은 화가였던 조지프 말러드 윌리엄 터너에게 큰 영향을 주었고, 1840년 터너는 노예를 바다로 던지는 광경을 그린 〈노예선〉을 발표하였다. 터너의 그림은 1840년 6월에 열린 세계 노예제 반대 회의를 기념하여 런던에서 한 달 동안 전시되었다.

## 현대 문화 속의 종 호 학살

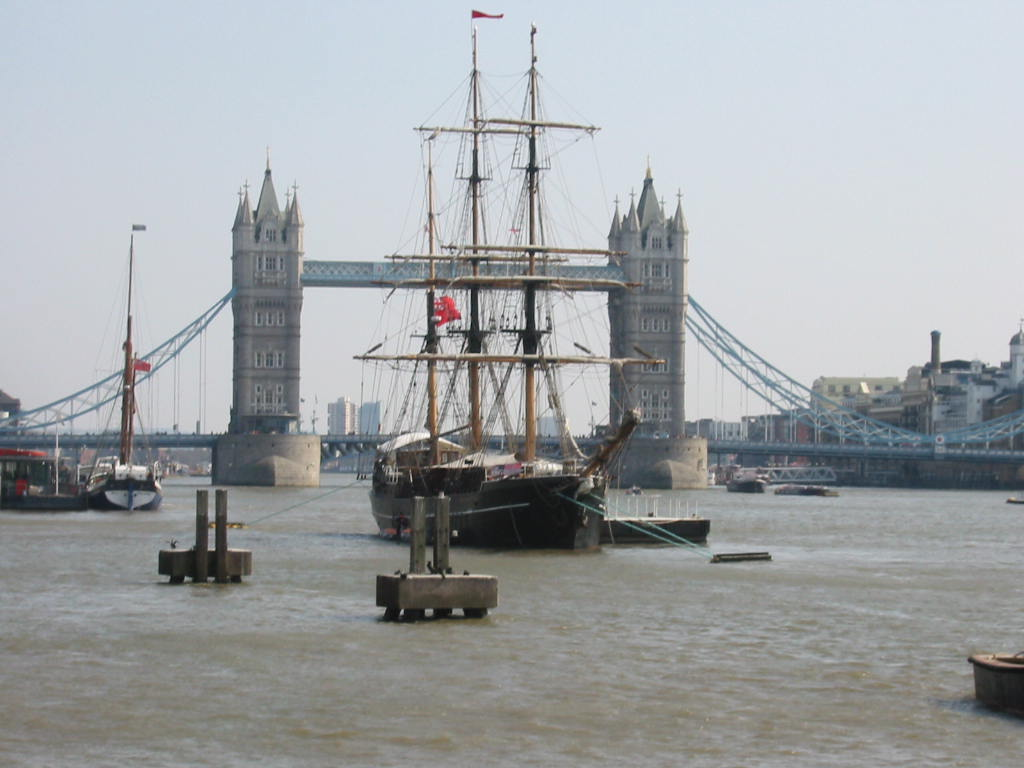
2007년 노예 무역 금지 법안 200 주년을 기념하여 타워 브리지 앞에 전시한 노예선 종 호의 복원 모형

종 호 학살은 몇 편의 현대 문학의 소재가 되었다. 프레드 다귀어는 1997년 발표한 소설 《유령 먹이기》(Feeding the Ghosts)에서 종 호 학살에서 생존한 아프리카인 노예를 등장시켰다. 캐나다의 시인 마렌 로버스 필립은 종 호 학살에서 있었던 일과 국왕 입회 법정의 기록을 소재로 한 시집 《종》을 발표하였다. 2007년 마가렛 버스비는 1783년 법정을 연극으로 만든 〈아프리카 화물〉을 그린위치 극장에서 공연하였다.
2007년 노예 무역 금지 200주년을 맞아 여러 행사가 진행되었다. 자메이카 블랙 리버에 종 호 학살 사건을 추모하는 기념석이 세워졌고, 타워 브리지 앞에는 종 호를 복원한 노예선 모형이 전시되었다.

## 주해
1. ↑  살해 당한 정확한 인원은 알려져 있지 않지만 종 호의 1등 항해사였던 제임스 케설은 142명의 노예를 바다로 던졌다고 진술하였다.(Lewis 2007, p. 364)
2. ↑  톤스(tons burden)은 입방 피트당 적재 용량을 나타내는 단위이다. 당시 1 톤스는 252 갤런의 부피에 2240 파운드의 무게를 선적할 수 있다는 의미였다. 국제단위계로 환산하면 1,000 l 부피당 887 kg의 무게를 선적할 수 있었다.
3. ↑  1781년 8,000 영국 파운드는 2013년 가치로 환산 할 경우 약 780,000 파운드가 된다.(Purchasing Power of British Pounds) 이를 2013년 5월 25일을 기준으로 원화로 환산하면 1,325,578,800 원이다.(다음 환율[깨진 링크(과거 내용 찾기)])
4. ↑  로버트 스터브스는 법정에 증거를 제출하였고, 제임스 캘샐은 보험사 측에서 제기한 재정 법원의 증인으로 출석하였다.
5. ↑  그래그슨은 종 호의 선주인 리버풀 노예 무역 신디케이트의 해당 당사자이고 길버트는 보험사측 대표이다.
6. ↑  20세기에 다시 출간된 지명 보고서는 CommonLII에서 확인할 수 있다.

## 참고 문헌
- Boime, Albert (1990). “Turner's Slave Ship: The Victims of Empire” (PDF). 《Turner Studies》 10 (1): 34–43. 2013년 12월 15일에 원본 문서 (PDF)에서 보존된 문서. 2013년 5월 25일에 확인함.
- Burroughs, R. (2010). “Eyes on the Prize: Journeys in Slave Ships Taken as Prizes by the Royal Navy”. 《Slavery & Abolition》 31 (1): 99–115. doi:10.1080/01440390903481688.
- Drescher, S. (2012). “The Shocking Birth of British Abolitionism”. 《Slavery & Abolition》 33 (4): 571–593. doi:10.1080/0144039X.2011.644070.
- Krikler, Jeremy (2007). “The Zong and the Lord Chief Justice”. 《History Workshop Journal》 64 (1): 29–47. doi:10.1093/hwj/dbm035.
- Krikler, Jeremy (2012). “A Chain of Murder in the Slave Trade: A Wider Context of the Zong Massacre”. 《International Review of Social History》 57 (3): 393–415. doi:10.1017/S0020859012000491.
- Lewis, A. (2007). “Martin Dockray and the Zong: A Tribute in the Form of a Chronology”. 《Journal of Legal History》 28 (3): 357–370. doi:10.1080/01440360701698551.
- Lovejoy, P. E. (2006). “Autobiography and Memory: Gustavus Vassa, alias Olaudah Equiano, the African”. 《Slavery & Abolition》 27 (3): 317–347. doi:10.1080/01440390601014302.
- Oldham, James (2007). “Insurance Litigation Involving the Zong and Other British Slave Ships, 1780–1807”. 《Journal of Legal History》 28 (3): 299–318. doi:10.1080/01440360701698437.
- Rupprecht, A. (2007). “'A Very Uncommon Case': Representations of the Zong and the British Campaign to Abolish the Slave Trade”. 《Journal of Legal History》 28 (3): 329–346. doi:10.1080/01440360701698494.
- Rupprecht, A. (2007). “Excessive Memories: Slavery, Insurance and Resistance”. 《History Workshop Journal》 64 (1): 6–28. doi:10.1093/hwj/dbm033.
- Rupprecht, Anita (2008). “'A Limited Sort of Property': History, Memory and the Slave Ship Zong”. 《Slavery & Abolition》 29 (2): 265–277. doi:10.1080/01440390802027913.
- Swaminathan, S. (2010). “Reporting Atrocities: A Comparison of the Zong and the Trial of Captain John Kimber”. 《Slavery & Abolition》 31 (4): 483–499. doi:10.1080/0144039X.2010.521336.
- Walvin, James (2011). 《The Zong: A Massacre, the Law and the End of Slavery》. New Haven & London: Yale University Press. ISBN 978-0-300-12555-9.
- Webster, Jane (2007). “The Zong in the Context of the Eighteenth-Century Slave Trade”. 《Journal of Legal History》 28 (3): 285–298. doi:10.1080/01440360701698403.
- Weisbord, Robert (1969년 8월). “The case of the slave-ship Zong, 1783”. 《History Today》 19 (8): 561–567.
- Wood, Marcus (2000). 《Blind Memory: Visual Representations of Slavery in England and America, 1780–1865》. Manchester: Manchester University Press. ISBN 978-0-7190-5446-4.
- Account of Gregson v. Gilbert in Henry Roscoe, 편집. (1831). 《Reports of Cases Argued and Determined in the Court of King's Bench》 3. London. 232–235쪽.
- Baucom, Ian (2005). 《Specters of the Atlantic: Finance Capital, Slavery, and the Philosophy of History》. Durham: Duke University Press. ISBN 0-8223-3558-1.
- Hoare, Prince (1820). 《Memoirs of Granville Sharp, Esq.》. London: Henry Colburn & Co.